# Stephen Thomas Erlewine
Stephen Thomas Erlewine (Ann Arbor, 18 giugno 1973) è un musicologo e critico musicale statunitense, redattore principale del database AllMusic, per il quale è autore di molte biografie e recensioni sugli album e singoli.

## Biografia
È da alcuni considerato il Roger Ebert della critica musicale. Erlewine è anche frontman di una band chiamata Who Dat?
È il nipote di Michael Erlewine, ex-musicista e fondatore di AllMusic.